# Крамплова, Зденка
Зденка Крамплова (словак.Zdenka Kramplová; 7 августа 1957, Крупина, ЧССР) – словацкий политический, государственный и дипломатический деятель, депутат Национального совета Словакии (с 2006), министр сельского хозяйства Словакии (2007–2008), министр иностранных дел Словакии (1997–1998), редактор, предприниматель.

## Биография
В 1976–1981 годах изучала сельское хозяйство в университете Пловдива. После возвращения на родину работала редактором в издательстве «Природа». В 1992–1994 годах была советником премьер-министра Словакии по вопросам парламента, политических партий и неправительственных организаций. 
С 1994 по 1997 год она возглавляла аппарат правительства Владимира Мечьяра, в 1997–1998 годах занимала в этом кабинете должность министра иностранных дел Словакии. В 1998 году некоторое время работала послом в Канаде.
Член Народной партии — Движение за демократическую Словакию.
Во время нахождения у власти правоцентристской коалиции занималась бизнесом (1999–2006). В 2006 году была избрана членом Национального совета страны, в котором с 2005 года занимала должность секретаря. 
В правительстве Роберта Фица некоторое время занимала должность министра сельского хозяйства (2007–2008). В 2009 году она покинула Народную партию — Движение за демократическую Словакию, основав небольшую группу под названием AZEN (Альянс за Европу народов), от имени которой безуспешно баллотировалась в парламент.
Замужем, имеет двоих детей.